# Ильин, Илья Анатольевич
Илья Анатольевич Ильин (род. 7 сентября 1974, Магнитогорск, Челябинская область) — российский театральный режиссёр, заместитель генерального директора — художественного руководителя Московского музыкального театра «Геликон-опера».

## Биография
Родился в семье музыкантов. В 1993 году окончил Магнитогорское музыкальное училище им. М. И. Глинки по специальности «хоровое дирижирование» (класс С. В. Синдиной). В 1998 окончил Российскую академии музыки имени Гнесиных в Москве (класс профессора С. Д. Гусева).
В январе 1994 года, будучи студентом Российской Академии музыки им. Гнесиных, Илья стал членом коллектива молодого московского театра — «Геликон-опера» и принимал участие в спектаклях театра в качестве артиста хора. Через пять лет, в декабре 1999 года Илья Ильин был назначен на должность заведующего оперной труппой театра, при этом продолжая принимать участие в постановках театра.
В 2000 году Илья Ильин начал пробовать себя в качестве режиссёра — ассистировал постановщику, вводил новых исполнителей в спектакли. Первая работа Ильи как режиссёра-постановщика — спектакль для детей «Сказочный город». Затем молодой режиссёр поставил серию детских спектаклей, полюбившихся зрителям всех возрастов: «В гостях у оперной сказки», новогодние представления — «Школа снегурочек», «Сон в зимнюю ночь». Также Илья стал режиссёром спектакля «Моцарт и Сальери. Реквием», театрализованных гала-концертов «Калинка-опера», «Back in the USSR!», «Мультик-Опера».
После окончания реставрации и возвращения Московского музыкального театра «Геликон-опера» на Большую Никитскую, режиссёр осуществил постановку трёх одноактных спектаклей в Белоколонном зале княгини Шаховской — «Maestro di Capella» Д. Чимарозы, «Семь смертных грехов» К. Вайля и «Телефон» Дж. Менотти. И оперы «Волшебная флейта» В. А. Моцарта, «Золушка» Л. Вайнштейна, «Арлекин» Ф. Бузони в большом зале «Стравинский».
Илья Ильин поставил несколько спектаклей в Калининградском музыкальном театре: «Званый ужин с итальянцами» Ж. Оффенбаха, «Муж за дверью» Ж. Оффенбаха, «Иоланта» П. И. Чайковского и др. Также Илья руководил переносом на балтийскую сцену из Москвы спектакля «Моцарт и Сальери». В качестве режиссёра-ассистента принимает участие в зарубежных постановках Дмитрия Бертмана.
В 2004 году Илья Ильин назначен на должность заместителя художественного руководителя — директора творческих коллективов: труппы солистов, хора и оркестра театра.
С 2008 года сотрудничает с народным артистом СССР Юрием Башметом.
С 2012 по 2017 г.г. являлся студентом Российский институт театрального искусства — ГИТИС (мастерская Андрейса Жагарса, заочное отделение, кафедра режиссуры и мастерства актёра музыкального театра).
Активная деятельность Ильи Ильина была отмечена Благодарностью руководителя Департамента культуры Москвы в 2007 году. В 2009 году ему было присвоено почётное звание Заслуженного работника культуры.
В 2019 году Илье Ильину была присуждена Премия города Москвы в области литературы и искусства, в номинации «Музыкальное искусство», за постановку спектаклей «Семь смертных грехов» К.Вайля, «Телефон» Дж. Менотти и «Волшебная флейта» В. А. Моцарта.

## Список постановок в качестве режиссёра
- 2009 — «Калинка-опера» гала-концерт— «Геликон-опера» (Россия, Москва)
- 2010 — «Моцарт и Сальери. Реквием» Н. А. Римский-Корсаков — «Геликон-опера» (Россия, Москва)
- 2011 — «Евгений Онегин» П. И. Чайковский, дирижёр — Юрий Башмет (Россия, Ярославль)
- 2012 — «Евгений Онегин» П. И. Чайковский, дирижёр — Юрий Башмет (Россия, Сочи)
- 2012 — Гала-концерт «Дни Москвы в Киеве» (Украина, Киев)
- 2013 — «Муж за дверью» Ж. Оффенбах (Россия, Калининград)
- 2013 — «Званый ужин с итальянцами» Ж. Оффенбах (Россия, Калининград)
- 2015 — «Новый год в сказочном городе» А. Покидченко — «Геликон-опера» (Россия, Москва)
- 2016 — «Il Maestro di capella» Д. Чимароза — «Геликон-опера» (Россия, Москва)
- 2016 — «Антиформалистический раёк» Д. Д. Шостакович — «Геликон-опера» (Россия, Москва)
- 2016 — «Школа снегурочек» А. Покидченко — «Геликон-опера» (Россия, Москва)
- 2017 — «Сон в зимнюю ночь» А. Покидченко — «Геликон-опера» (Россия, Москва)
- 2017 — «Телефон» Дж. Менотти — «Геликон-опера» (Россия, Москва)
- 2017 — «Семь смертных грехов» К. Вайль — «Геликон-опера» (Россия, Москва)
- 2017 — «В гостях у оперной сказки» — «Геликон-опера» (Россия, Москва)
- 2018 — «Иоланта» П.И. Чайковский — Калининградский музыкальный театр (Россия, Калининград)
- 2018 — «Волшебная флейта» В. А. Моцарт — «Геликон-опера» (Россия, Москва)
- 2019 — «Снежная Королева. Глобальное потепление» А. Покидченко — «Геликон-опера» (Россия, Москва)
- 2020 — «Золушка» Л. Вайнштейн — «Геликон-опера» (Россия, Москва)
- 2020 — «Летучая мышь» И. Штраус — Магнитогорский театр оперы и балета (Россия, Магнитогорск)
- 2020 — «Арлекин» Ф. Бузони — «Геликон-опера» (Россия, Москва)
- 2021 — «Званый ужин с итальянцами» Ж. Оффенбах — музыкальный театр на Басманной (Россия, Москва)
- 2022 — «Остров Тюлипатан» Ж. Оффенбах — «Геликон-опера» (Россия, Москва)
- 2022 — «Горячие сердца» — Магнитогорский театр оперы и балета (Россия, Магнитогорск)
- 2022 — «Брызги шампанского»— Магнитогорский театр оперы и балета (Россия, Магнитогорск)
- 2023 — «Медиум» Дж. Менотти— «Геликон-опера» (Россия, Москва)
- 2023 — «Фауст. Четвертая стена» Н. Евреинов — театр «Кашемир» (Россия, Москва)
- 2023 — «Страна забытых сказок» М. Скалкина — «Геликон-опера» (Россия, Москва)
- 2024 - "Князь Игорь" А.П. Бородин - Ankara Devlet Opera ve Balesi (Турция, Анкара)
- 2024 - "Моя прекрасная Леди" Ф. Лоу - Магнитогорский театр оперы и балета (Россия, Магнитогорск)
- 2024 - "Маугли" К. Бузмаков — музыкальный театр на Басманной (Россия, Москва)
- 2025 - "Любовь не умирает" М. Круг/Д. Кошелев - БКЗ "Космос" (Россия, Москва)
- 2025 - "It's МАЙ life!" С. Кузнецов/Ю. Шатунов/Д. Кошелев - БКЗ "Космос" (Россия, Москва)

## Список постановок в качестве ассистента режиссёра
- 2004 — «Набукко» Дж. Верди — Duo Dijon theatre (Франция, Дижон). Режиссер-постановщик Дмитрий Бертман
- 2005 — «Набукко» Дж. Верди — Мариинский театр (Россия, Санкт-Петербург). Режиссер-постановщик Дмитрий Бертман
- 2007 — «Царская невеста» Н. А. Римский-Корсаков — Teatro Bellini (Италия, Катания). Режиссер-постановщик Дмитрий Бертман
- 2011 — «Запрет на любовь» Р. Вагнер — «Геликон-опера» (Россия, Москва). Режиссер-постановщик Дмитрий Бертман
- 2014 — «Севильский цирюльник» Дж. Россини (Россия, Калининград). Режиссер-постановщик Дмитрий Бертман
- 2014 — «Леди Макбет Мценского уезда» Д. Д. Шостакович — Teatro Comunale Bologna (Италия, Болонья). Режиссер-постановщик Дмитрий Бертман
- 2014 — «Оперный бал Елены Образцовой» — Большой театр России (Россия, Москва). Режиссер-постановщик Дмитрий Бертман
- 2014 — «Прекрасная Елена» Ж. Оффенбах — «Геликон-опера» (Россия, Москва). Режиссер-постановщик Дмитрий Бертман
- 2015 — «Демон» А. Г. Рубинштейн — «Геликон-опера» (Россия, Москва, Концертный зал им. П. И. Чайковского). Режиссер-постановщик Дмитрий Бертман
- 2021 — «Иоланта» П. И. Чайковский — Шведская королевская опера (Швеция, Стокгольм). Режиссер-постановщик Дмитрий Бертман
- 2021 — «Золотой петушок» Н. А. Римский-Корсакова — Teatro Petruzelli (Италия, Бари). Режиссер-постановщик Дмитрий Бертман
- 2021 — «Альфа и Омега» Г. Шохат — «Геликон-опера» (Россия, Москва). Режиссер-постановщик Дмитрий Бертман
- 2023 - "Сельская честь" П. Масканьи — «Геликон-опера» (Россия, Москва). Режиссер-постановщик Дмитрий Бертман
- 2024 - "Мадам Баттерфляй" Дж. Пуччини - «Геликон-опера» (Россия, Москва). Режиссер-постановщик Дмитрий Бертман
- 2024 - "Демон" А.Г. Рубинштейн - Srpsko narodno pozorište (Сербия, Нови Сад). Режиссер-постановщик Дмитрий Бертман